# 谷懷萱
谷懷萱（1972年3月17日—），臺灣主播、主持人，中國文化大學新聞學系畢業。曾在TVBS擔任主播、東森新聞台擔任製作人及主持人。

## 學歷
- 臺北市立復興高級中學（1990）
- 中國文化大學新聞學系

## 經歷
- 幼獅廣播電台主持人。
- 真相新聞網記者兼主播。
- TVBS新聞台記者兼主播。
- 東森新聞台記者、主播、主持人、製作人、《新聞Good morning》主播。製作主持《願望台灣》外景節目、製作主持《生活大富翁》節目。
- 臺北廣播電臺《花花台北》節目主持人。
- 年代新聞《周日午間新聞》主播。

## 主持節目
- 年代新聞台《新聞面對面》節目主持人。（－2019年9月27日）

## 外部連結
- 我是谷懷萱的Facebook專頁